# Veronica Guerin
Veronica Guerin (5 de juliol de 1958 - 26 de juny de 1996) va ser una periodista irlandesa que va treballar al Sunday Bussines Post i al Sunday Tribune.
L'any 1994 va començar a escriure al Sunday Independent sobre criminals. Sempre va fer servir sobrenoms pels criminals, ja que les lleis irlandeses no li permetien utilitzar els noms vertaders. Quan Guerin va començar a escriure sobre els traficants de drogues, va rebre nombroses amenaces de mort. El primer avís el va rebre amb un tret a la cama quan era a casa seva el 30 de gener de 1995, tot i que alguns dels seus crítics van dir que era per donar-se publicitat.
El 13 de setembre de 1995, l'ex-pres John Gilligan la va atacar mentre ella intentava entrevistar-lo. Uns dies després la va trucar i li va dir que si escrivia una sola paraula sobre ell, raptaria i violaria el fill de Guerin i després la mataria a ella. La Garda Síochána (Policia Irlandesa) li va proporcionar protecció les 24 hores del dia però ella la va rebutjar, ja que deia que interferia en la seva feina. El 26 de juny de 1996, Guerin viatjava en el seu Opel Calibra quan, en una intersecció a la carretera de Naas, uns quants quilòmetres als afores de Dublín, dos homes van disparar-li sis trets, d'una motocicleta estant i a boca de canó, que van posar fi a la seva vida.
El cap de govern irlandès (Taoiseach) John Bruton ho va descriure com «un atac a la democràcia». La investigació que va succeir la mort de Guerin va acabar amb 150 arrestos.
Poc després de la mort de Guerin, el Parlament irlandès va realitzar un enduriment de les lleis fiscals en detriment dels criminals. El Parlament va redactar la Proceeds of Crime Act 1996 i la Criminal Assets Bureau Act 1996, segons les quals la policia podia intervenir els diners i les propietats quan no se'n pogués demostrar la procedència. A més, es va crear la Criminal Assets Bureau (CAB).
El novembre de 1998, el traficant Paul Ward va ser condemnat a cadena perpètua per l'assassinat de Veronica Guerin. La condemna va ser reduïda posteriorment, però Ward segueix a la presó. Brian Meehan també va ser condemnat a cadena perpètua. Jonh Gilligan va ser extradit per Anglaterra el 3 de febrer de 2000, va ser condemnat a 28 anys de presó per tràfic de drogues tot i que se'l va intentar imputar en la mort de Guerin; la seva pena va ser reduïda a 20 anys.
El 2003 Joel Schumacher va dirigir la pel·lícula Veronica Guerin basada en la seva vida.